# Marčenegla
 Marčenegla   (olaszul: Marcenigla) falu Horvátországban, Isztria megyében. Közigazgatásilag Buzethez tartozik.

## Fekvése
Az Isztriai-félsziget északi részének közepén, Pazintól 14 km-re északra, községközpontjától 10 km-re délnyugatra a Račički-patak és a Butoniga-tó feletti fennsík déli peremén fekszik.

## Története
A települést már 1102-ben „Marceniga” néven említik II. Ulrik isztriai grófnak az aquileai pátriárka részére írt adománylevelében. A 13.és 14. században a pazini grófok uralma alá tartozott. 1435-ben velencei uralom alá került. 1615-ben az uszkók háborúban súlyos károkat szenvedett. 1857-ben 142, 1910-ben 181 lakosa volt. Lakói főként mezőgazdaságból éltek. 2011-ben 101 lakosa volt.

## Lakosság
| Lakosság változása | Lakosság változása | Lakosság változása | Lakosság változása | Lakosság változása | Lakosság változása | Lakosság változása | Lakosság változása | Lakosság változása | Lakosság változása | Lakosság változása | Lakosság változása | Lakosság változása | Lakosság változása | Lakosság változása | Lakosság változása |
| ------------------ | ------------------ | ------------------ | ------------------ | ------------------ | ------------------ | ------------------ | ------------------ | ------------------ | ------------------ | ------------------ | ------------------ | ------------------ | ------------------ | ------------------ | ------------------ |
| 1857               | 1869               | 1880               | 1890               | 1900               | 1910               | 1921               | 1931               | 1948               | 1953               | 1961               | 1971               | 1981               | 1991               | 2001               | 2011               |
| 142                | 154                | 136                | 158                | 153                | 181                | 0                  | 288                | 169                | 173                | 139                | 127                | 110                | 102                | 111                | 101                |

## Nevezetességei
- A falu feletti dombon áll Szent Ilona császárné tiszteletére szentelt temploma, mely a 18. század végén és a 19. század elején épült. Fából faragott barokk oltárán Szent Ilona, Szent Lúcia és Szent Agáta szobrai állnak. A templom falai erősen repedezettek, elhagyatott, nagyon rossz állapotban van.
- A temetőben található Szent Péter apostol tiszteletére szentelt temploma. A templom szenteltvíz tartójának lábazatán 1557-ből származó glagolita felirat található. Két fából faragott rusztikus oltára helyi mesterek munkája. Egyik oltára 1690-ben készült. A déli oldalkápolnában falfestmények maradványai láthatók.
- A település egésze a horvát kulturális örökség része.[4]